# 特勞特里弗 (紐約州)
特勞特里弗（英語：Trout River）是位於美國紐約州富蘭克林縣的非建制地區。

## 歷史
特勞特里弗的郵局於1852年設立，其後於1907年停運。

## 地理
特勞特里弗所處的海拔為高於海平面67米（即220英呎），而該地所採用的時區為UTC-5，即北美东部时区（EST）。同時該地設有夏令時間，為UTC-5調快一小時，即UTC-4（EDT）。